# Occidryas mirabilis
Occidryas mirabilis är en fjärilsart som beskrevs av Wright 1905. Occidryas mirabilis ingår i släktet Occidryas och familjen praktfjärilar. Inga underarter finns listade i Catalogue of Life.